# Krupá (okres Rakovník)
Krupá (Duits: Gruppen of Graupen) is een Tsjechische gemeente in de regio Midden-Bohemen en maakt deel uit van het district Rakovník. Het dorp ligt ongeveer 8 km ten noorden van de stad Rakovník.
Krupá telt 448 inwoners.

## Etymologie
De naam van het dorp is afgeleid van het Oud-Tsjechische bijvoeglijk naamwoord krupý, dat ruw en/of groot betekent. In historische bronnen komt de naam voor in de vormen Krupa (1353), Gruppen (1360), Krupá (1545), Krupey (1785) en Krupa (1845).

## Geschiedenis
Oorspronkelijk behoorde Krupá tot het koninklijke landgoed van Křivoklát. Het dorp werd voor het eerst vermeld in 1353, toen Keizer Karel IV Krupá, samen met Bratonice, Zilina en Oleschna, overhevelde aan de priesters van de Sint-Vituskathedraal in Praag.
In de omgeving van Krupá bevindt zich een kleine steenkoolmijn. De mijn werd in 1854 geopend, maar al spoedig weer verlaten. Pas rond de Eerste Wereldoorlog werd de mijn weer in gebruik genomen. De steenkool werd, volgens een bron uit 1921, omschreven als zijnde van lage kwaliteit.

## Verkeer en vervoer

### Wegen
Krupá ligt op het kruispunt van de wegen I/6 Praag - Karlovy Vary en II/229 Rakovník - Louny.

### Spoorlijnen

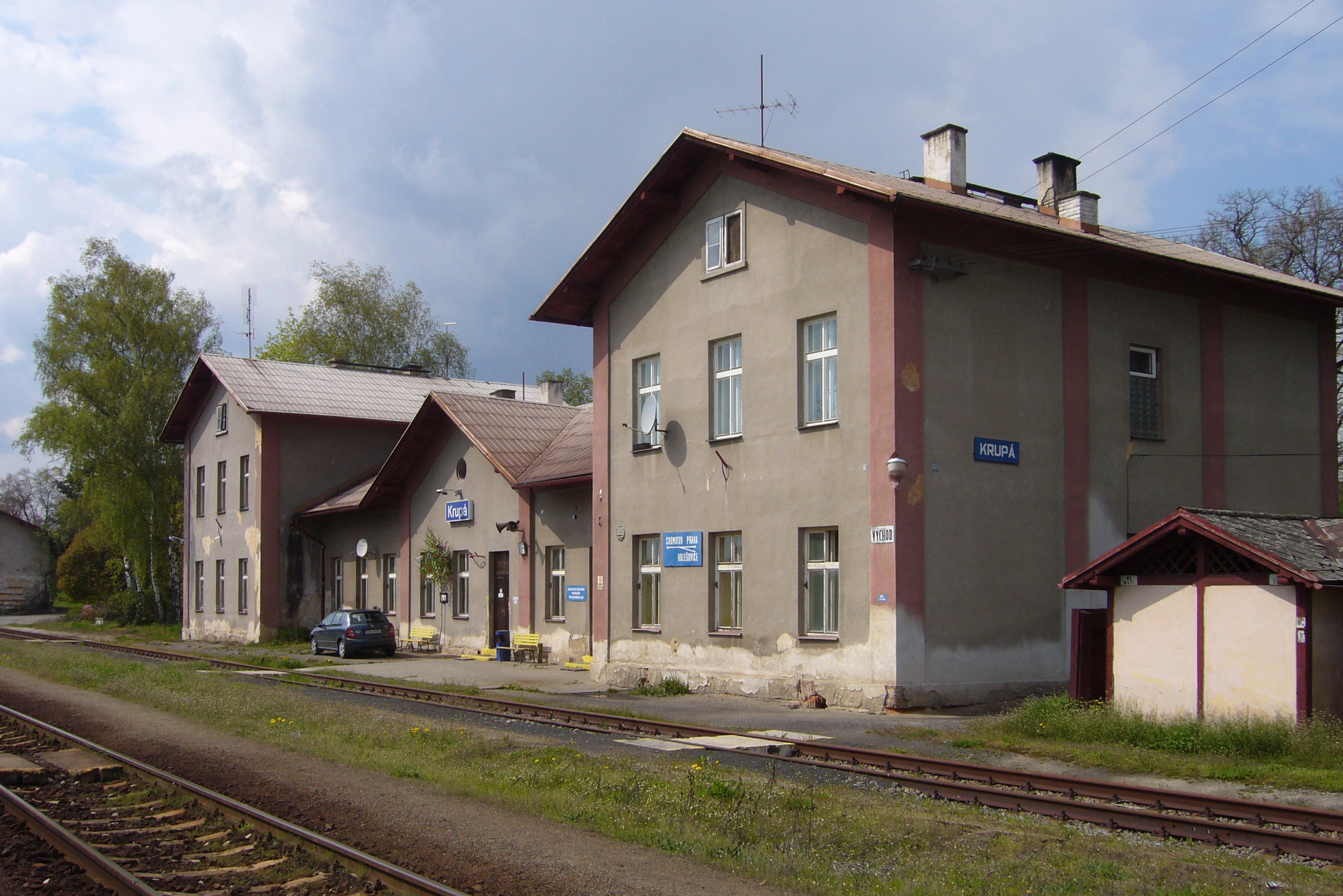
Station Krupá

Spoorlijn 124 Lužná u Rakovníka - Žatec - Chomutov loopt door het dorp. Spoorlijn 125 Lužná u Rakovníka - Kolešovice takt vlak na het station van Krupá af. Lijn 124 is enkelsporig en onderdeel van het hoofdnetwerk, en werd geopend in 1870. Lijn 125 is een enkelsporige, regionale lijn die in 1883 geopend werd. Sinds december 2006 is er geen regulier vervoer meer op lijn 125.
Op beide lijnen rijden dagelijks diverse stoptreinen. Op lijn 124 rijden naast stoptreinen dagelijks ook 6 sneltreinen, welke niet in Krupá stoppen.

### Buslijnen
Vanuit Krupá rijden er bussen naar Kadana, Karlovy Vary, Kladno, Klášterec nad Ohří, Kraslice, Louny, Mutějovice, Nové Strašecí, Podbořany, Praag, Rakovník, Řevničov, Sokolov en Žatec.

## Bezienswaardigheden
- De Sint-Gotthardkerk, net buiten het dorp

## Galerij

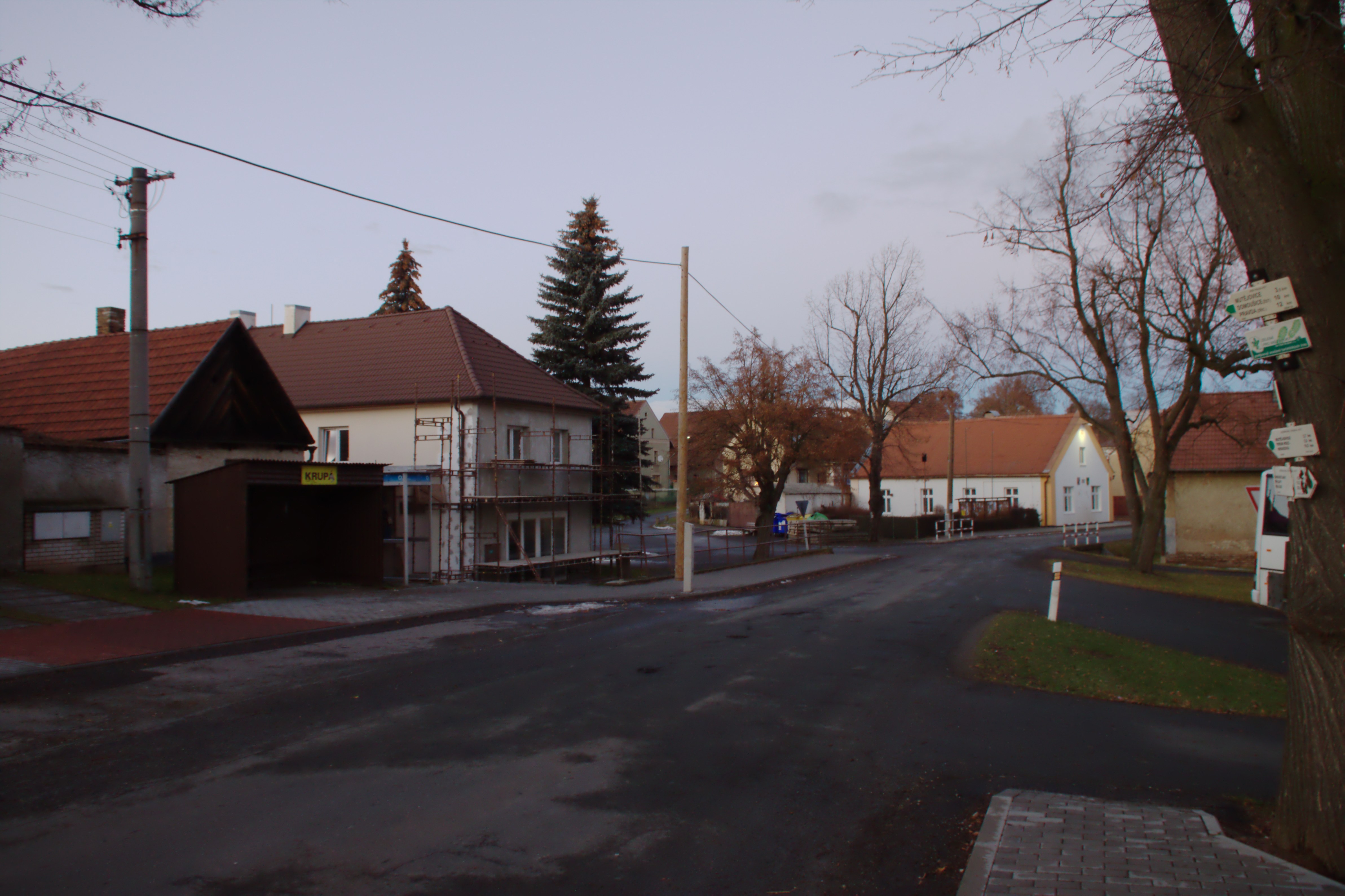
Straat in Krupá
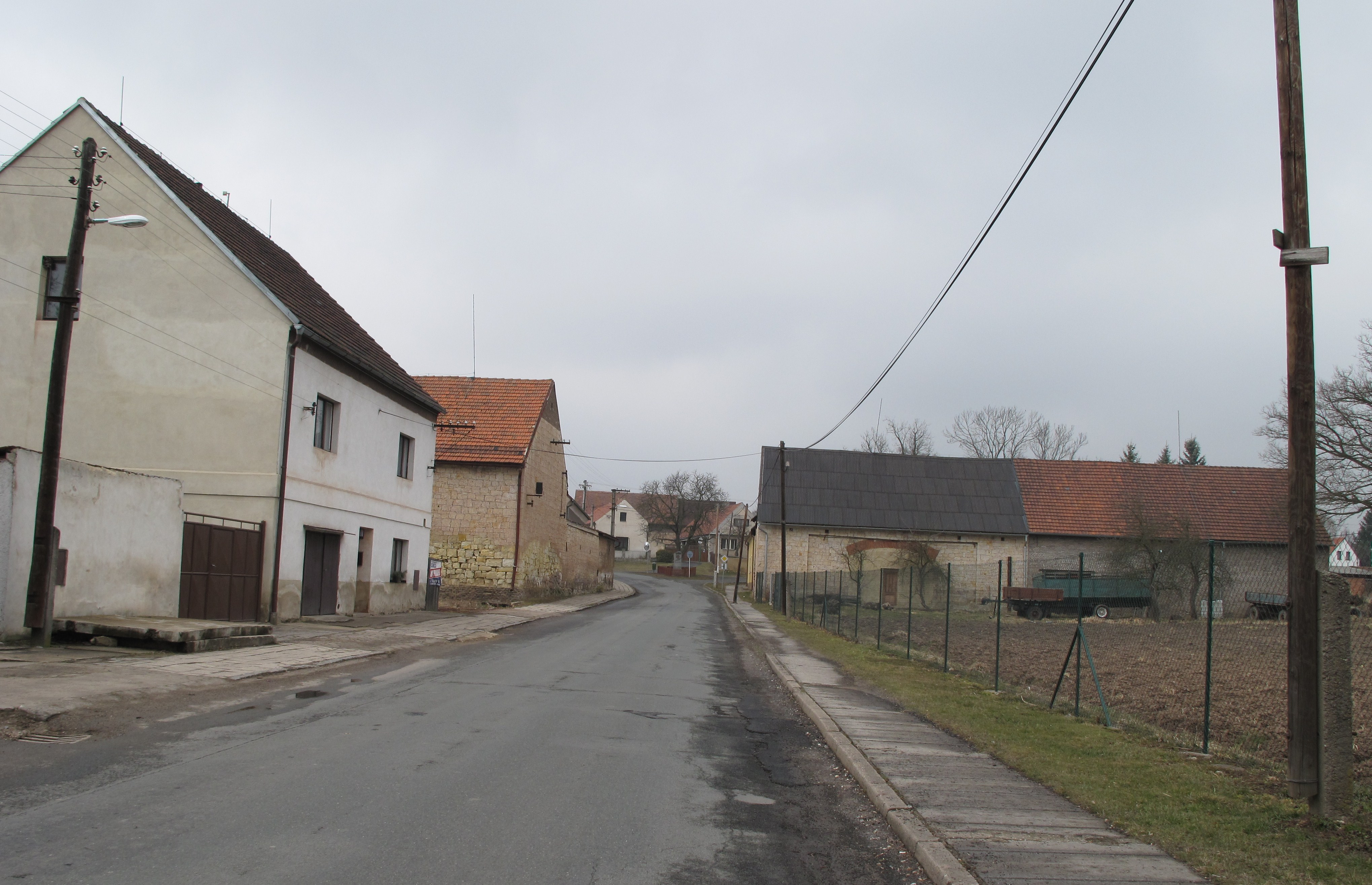
Huizen en boerderij in Krupá
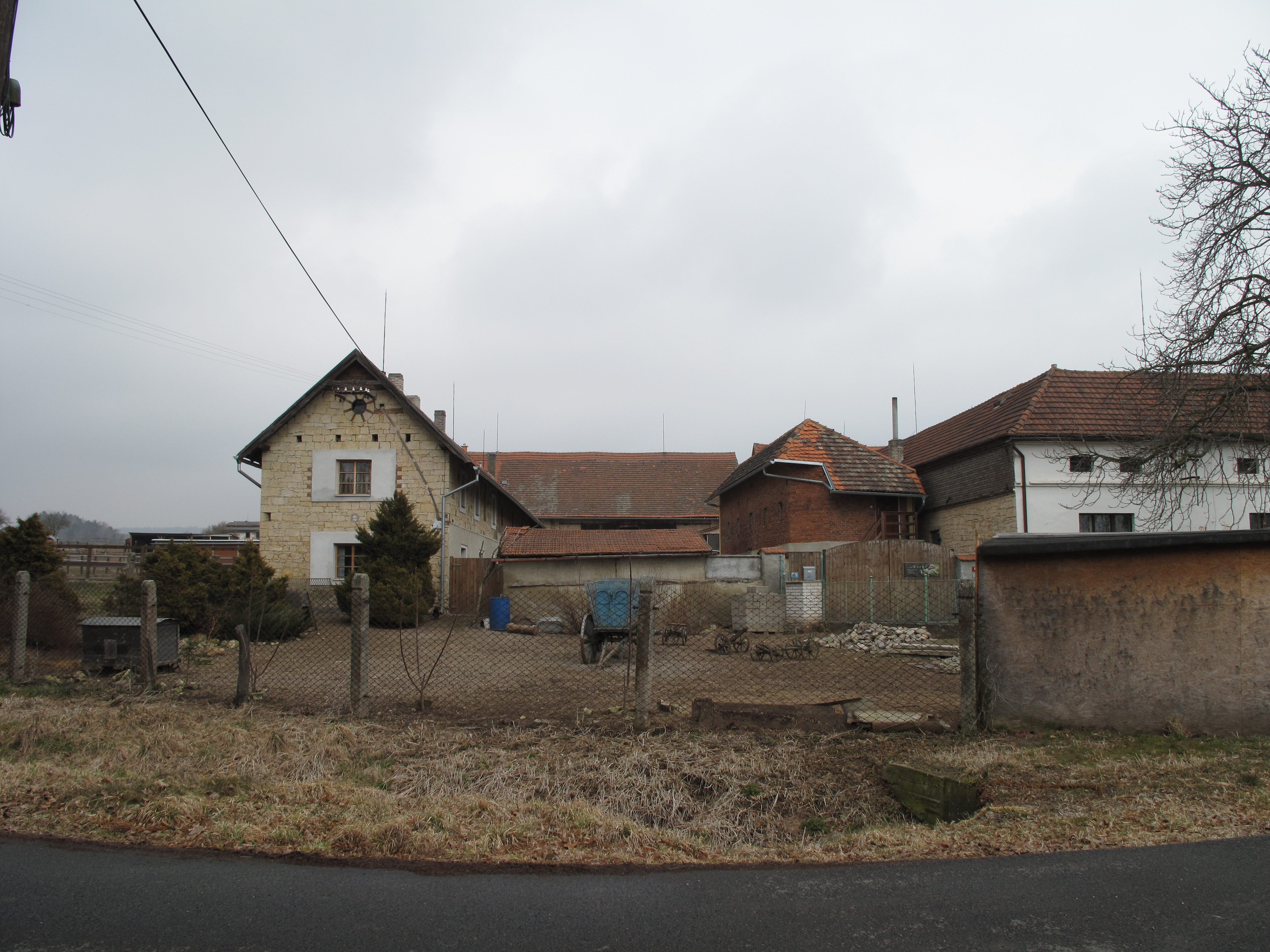
Oude boerderij in Krupá
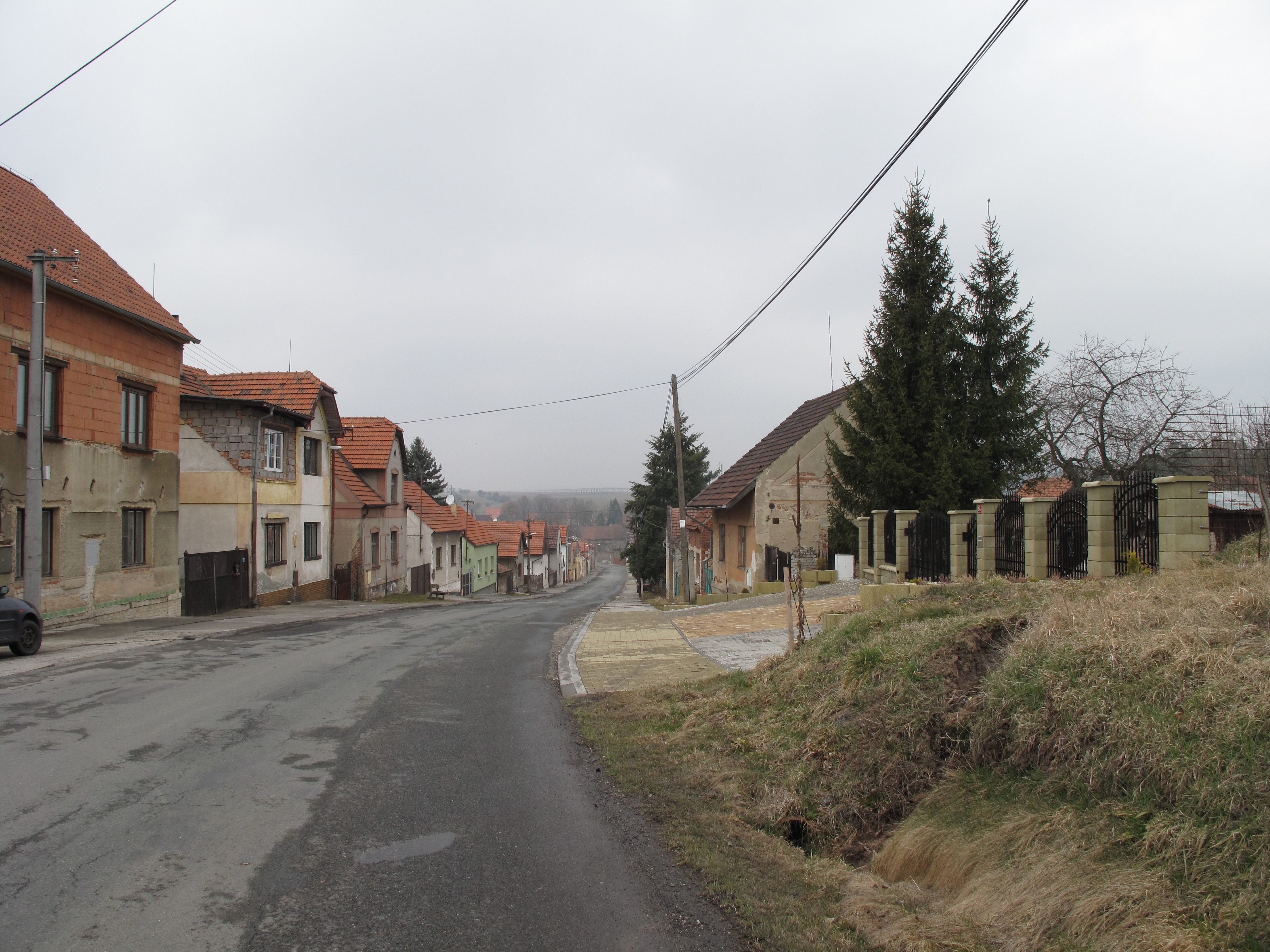
Heuvelachtige weg in Krupá
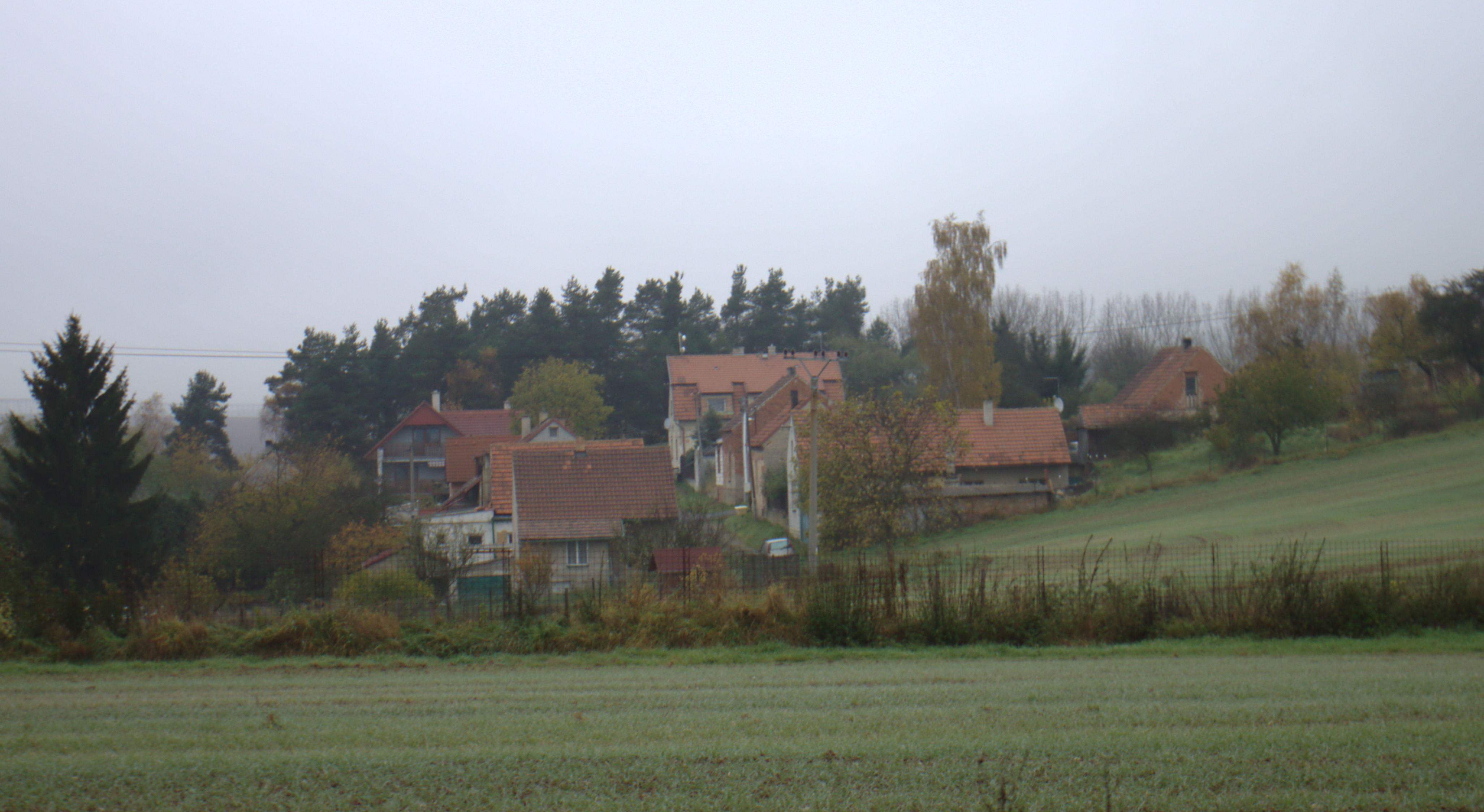
Huizen op heuvel in Krupá
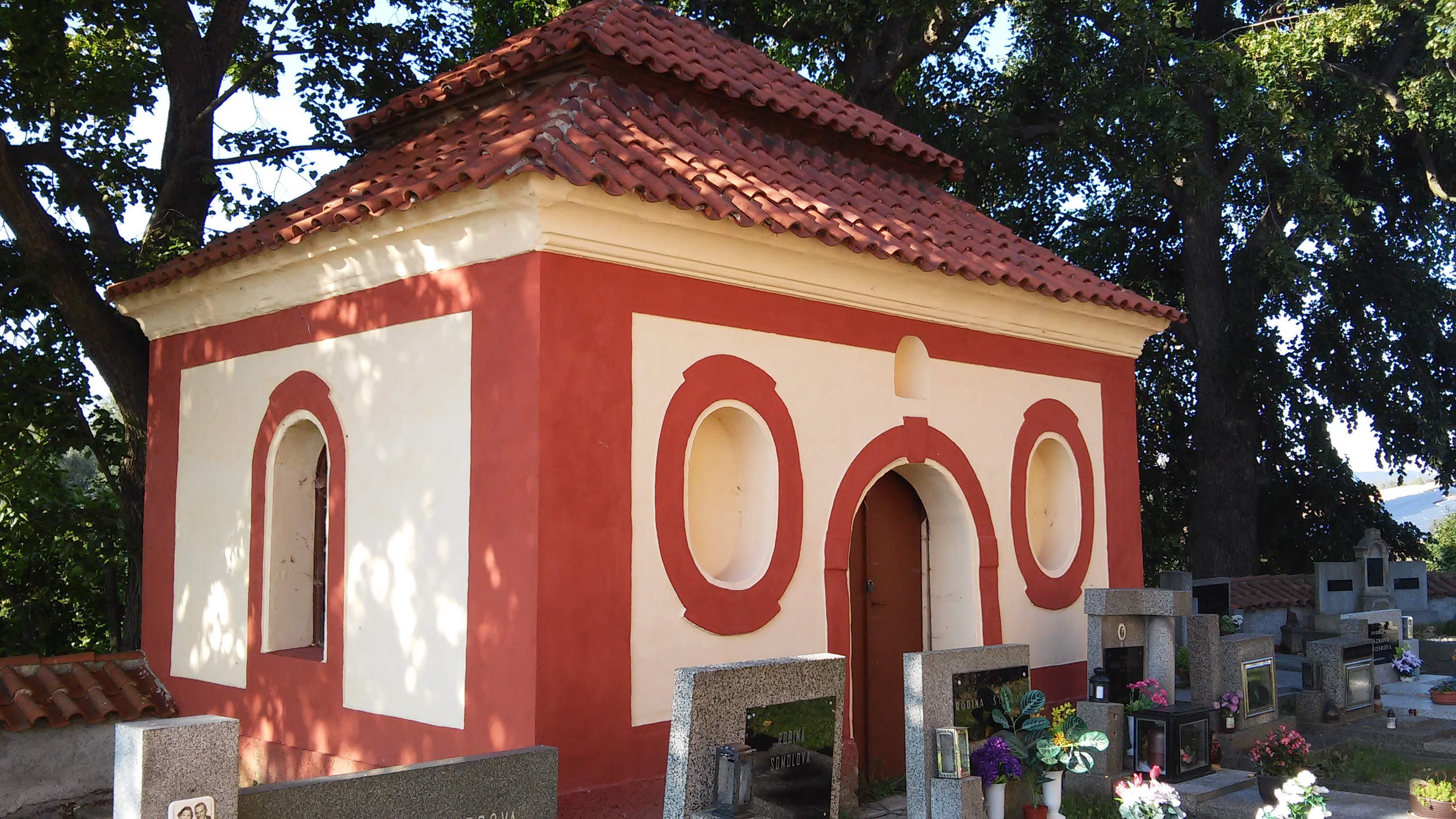
Schuur op het kerkhof van Krupá
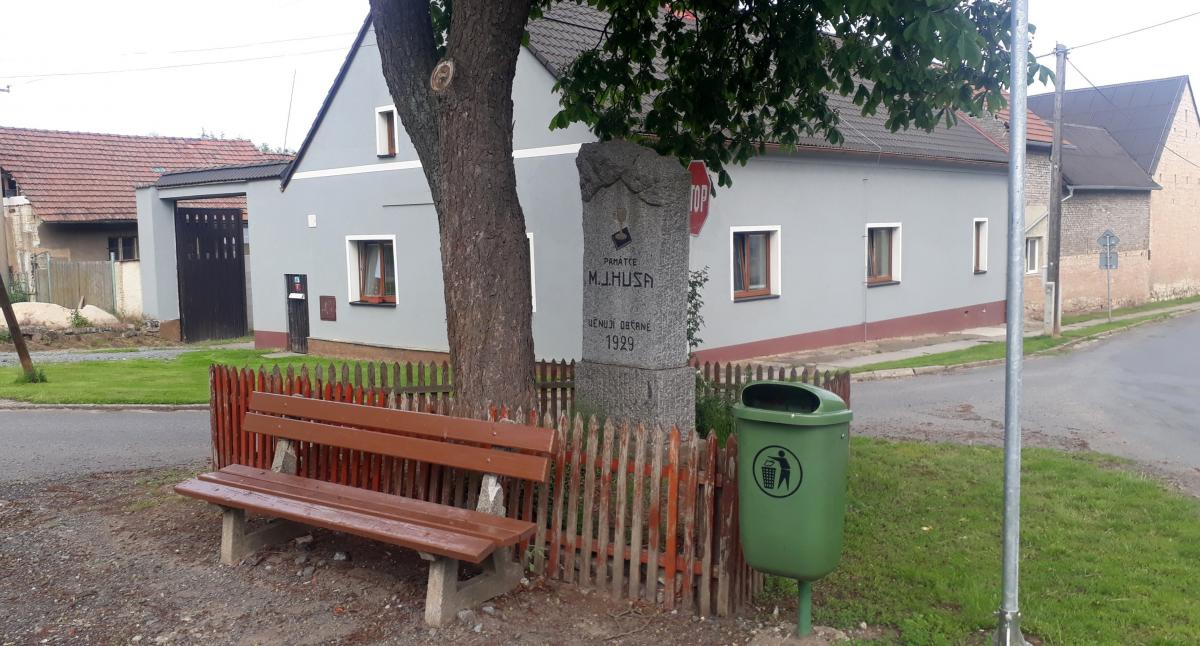
WO1-herdenkingsmonument
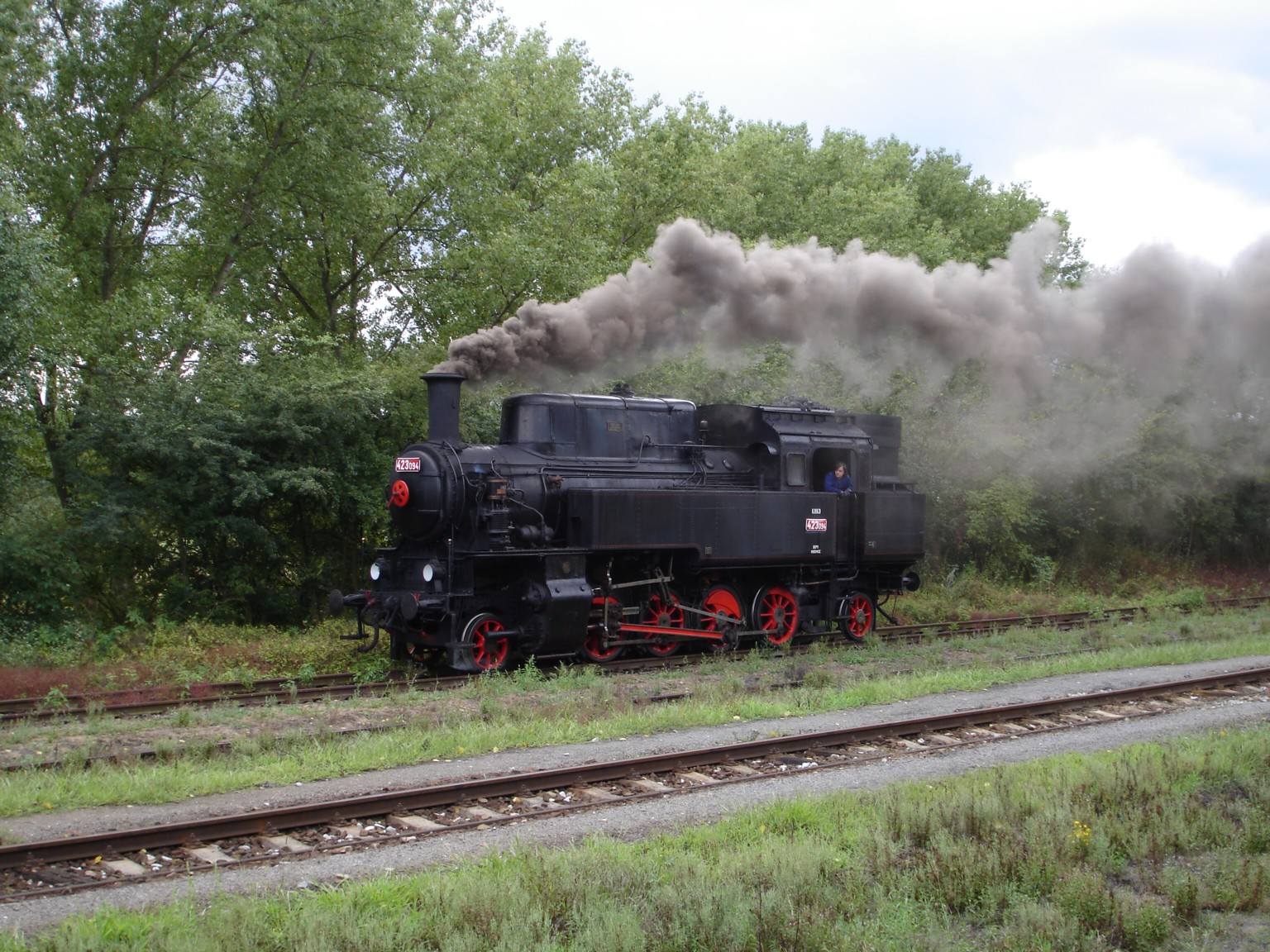
Stoomlocomotief ČSD 423.0 nabij het station van Krupá